# Makadam
Makadam (engelsk: macadam) er en type vejbelægning bestående af grus og sten i forskellige størrelser.
I slutningen af 1700-tallet, da vejbygningen tog fart i Europa, var det en væsentlig motivationsfaktor, at man kunne reducere stenforbruget. I 1775 udviklede den franske ingeniør Pierre-Marie-Jérôme Trésaguet derfor veje med et ca. 30 cm tykt stenlag. Deraf bestod den nedre halvdel af et paklag af større sten og derover et dæklag af grus eller skærver, indesluttet af kløvede randsten langs kørebanens sider.
I 1794 foreslog den engelske ingeniør John Lochhead at bygge vejbanen helt af skærver, og hans idé blev videreført fra 1820 af skotten John Loudon McAdam, som ved sin indsats for at udbrede kendskabet for denne konstruktion fik sit navn knyttet til alle skærveveje (makadamiserede
veje).
I Danmark blev metoden først indført i 1826 i Holsten, hvor Frederik VI lod bygge den første makadamvej i Helstaten. I den anledning opsattes en mindesten ved Bosau nær Plön med teksten:
Et Impensis Frederici VI Hocce
Stadium Primum in Holsatia
stratum est ratione
Macadami Britannici,
MDCCCXXVI
oversat: "Kong Frederik VI byggede den første britiske Macadam-vej i Holsten, 1826".
Den i dansk sammenhæng kendte makadam med 3 lag er udviklet af James Patterson i 1822. Han forbedrede McAdams konstruktionen ved at anvende tromling af skærvelaget og samtidig formindske skærvestørrelsen fra ca. 6 cm til 5 cm, da de første, forholdsvis lette tromler, ikke kunne komprimere de større skærver. Navnet er gennem tiden forenklet fra MacAdam-belægning til blot at hedde makadam.
Belægningen opbygges ved at danne en skrånende flade med drængrøfter på begge sider og herpå udlægge to lag sten af en vis størrelse. Oprindeligt brugte man typisk håndslåede skærver på op til 75 mm, men i dag vil man normalt bruge knuste eller sprængte paksten i samme størrelse. Lagtykkelsen er ca 100 mm pr. lag. Herpå lægger man ca 50 mm finere sten med en kornstørrelse op til 25 mm. De enkelte lag tromles med en tung vejtromle, så de kantede skærver låser hinanden fast. De fleste steder vil man til sidst skylle skarpkantet sand ned i hulrummene, indtil man opnår en kompakt masse, hvor stenene holder på hinanden, men hvor vandet stadigvæk kan drænes ud til grøfterne. Visse steder opnår man en lignende effekt ved at hælde stabilgrus på en vej og tromle eller vibrere det, men her er det mere tilfældighedernes spil der afgør, om materialet binder til en fast belægning eller danner et blødt underlag, som en bil kan sidde fast i. Det skyldes dels, at stabilgruset består af korn fra 0-32 mm, der er blandet på forhånd fra naturens side, uden man ved præcist, hvor meget der er fint, og hvor meget der er groft, og dels at kornene i stabilgrus ofte er mere runde og derved ikke låser hinanden på samme måde. I makadam-blandingen tilsættes der kun den mængde finere materialer, der er nødvendig for at fylde hulrummene, og herved låser alle de større dele hinanden, da de fra starten har rørt hinanden og ikke bliver flyttet.
Efterhånden som motorkøretøjer blev mere almindelige, begyndte støv at være et problem med denne vejtype, idet de hurtige biler (sammenlignet med hestevogne) hvirvler de fineste partikler på overfladen op på grund af det vakuum, der dannes under og bag bilen.
Dette problem fandt man ud af at løse ved at oversprøjte vejen med tjære. Denne belægning kaldte man i engelsksprogede områder tarmac som en forkortelse af tar (engelsk for tjære) og macadam (engelsk stavemåde).
I de fleste ilande er der nu kommet andre belægninger på denne type veje, typisk asfalt eller beton, men i mange ulande og på visse historiske strækninger som eksempelvis National Road i USA ses makadam stadigvæk.
Makadamteknikken blev i Danmark 1960'erne og 1970'erne efterhånden erstattet med vejbefæstelser af stabilt grus og bundsikring. Problemer med at skaffe tilstrækkelige sand-, grus- og stenmaterialer har imidlertid betydet, at den gamle makadamteknik er ved at få en renæssance.